# Jennifer Screen
Jennifer Screen, née le 26 février 1982 à Newcastle (Australie), est une joueuse australienne de basket-ball.

## Biographie
En juillet 2014, elle signe pour le club polonais de Gorzów après trois saisons en Australie (8,5 points, 5,6 rebonds et 3,1 passes décisives en 2013-2014), mais ce contrat est résilié étant donné son inaptitude physique.
Durant l'été 2014, elle met un terme à sa carrière internationale peu avant le Mondial 2014.

## Club

### Autres
- 1999-2001 :  AIS
- 2001-2006 :  Adelaide Lightning
- 2006-2009 :  ASD Basket Parme
- 2011-2014 :  Adelaide Lightning

## Palmarès

### Sélection nationale
- Jeux olympiques
  -  Médaille d'argent aux Jeux olympiques de 2008 à Pékin,  Chine
  -  Médaille de bronze des Jeux olympiques de 2012 à Londres,  Royaume-Uni[4]
- Championnat du monde de basket-ball féminin
  -  Médaille d'or au Championnat du monde 2006
- Jeux du Commonwealth
  -  Médaille d'or aux Jeux du Commonwealth de 2006 à Melbourne,  Australie
- Championnat d'Océanie de basket-ball féminin
  -  Championnat d'Océanie de basket-ball féminin 2013[5]